# Dyon Dorenbosch
Dyon Dorenbosch (Eindhoven, 10 januari 2003) is een Nederlands voetballer die speelt voor FC Eindhoven.

## Carrière
Dorenbosch begon met voetballen bij EVV waar hij samen met zijn tweelingbroer Jaron werd gescout door FC Eindhoven. Dorenbosch speelde na FC Eindhoven in de jeugd van Helmond Sport en PSV om in 2019 terug te keren naar FC Eindhoven.
Op 30 juli 2022 speelde Dorenbosch in een oefenwedstrijd tegen Vitesse.
Op 2 september 2022 maakte Dorenbosch zijn offiële debuut in het betaald voetbal in de Eerste divisie in de uitwedstrijd tegen NAC Breda. In december maakte hij zijn basisdebuut in de met 1–2 gewonnen uitwedstrijd tegen De Graafschap, in deze wedstrijd maakte hij ook zijn eerste profdoelpunt. In januari 2023 zette hij zijn handtekening onder zijn eerste profcontract tot de zomer van 2026.

## Clubstatistieken
| Seizoen | Club         | Competitie     | Competitie | Competitie | Beker | Beker | Overig | Overig | Totaal | Totaal |
| Seizoen | Club         | Competitie     | Wed.       | Dlp.       | Wed.  | Dlp.  | Wed.   | Dlp.   | Wed.   | Dlp.   |
| ------- | ------------ | -------------- | ---------- | ---------- | ----- | ----- | ------ | ------ | ------ | ------ |
| 2022/23 | FC Eindhoven | Eerste divisie | 25         | 2          | 1     | 0     | 2      | 1      | 28     | 3      |
| 2023/24 | FC Eindhoven | Eerste divisie | 36         | 2          | 2     | 0     | 0      | 0      | 38     | 2      |
| 2024/24 | FC Eindhoven | Eerste divisie | 34         | 2          | 2     | 0     | 0      | 0      | 36     | 2      |
| Totaal  | Totaal       | Totaal         | 95         | 6          | 5     | 0     | 2      | 1      | 102    | 7      |

Bijgewerkt t/m 30 april 2025.